# Muhammet Kocatınaz
Muhammet Kocatınaz (ur. 11 października 1989) – turecki zapaśnik walczący w stylu klasycznym. Brązowy medalista Uniwersjady w 2013 roku.